# Нижняя Татья
Нижняя Татья (баш. Түбән Таҡыя) — село в Краснокамском районе Республики Башкортостан Российской Федерации. Входит в состав Шушнурского сельсовета. Среди уроженцев И. И. Исекеев. Живут марийцы (2002).

## География

### Географическое положение
Расстояние до:
- районного центра села (Николо-Берёзовка): 51 км (к юго-востоку),
- ближайшей железнодорожной станции (Нефтекамск): 44 км(к юго-востоку).

## Население
| 2002 | 2009 | 2010 |
| ---- | ---- | ---- |
| 280  | ↗293 | ↘235 |

Историческая численность населения: в 1865 проживало 360 человек в 54 дворах; в 1906—662; 1920—679; 1939—574; 1959—728; 1989—343; 2002—280; 2010—235.

## Инфраструктура
начальная школа, фельдшерско‑акушерский пункт, клуб.

## История
Основано под названием Такыя ясачными марийцами, перешедшими впоследствии в сословие тептярей, на вотчинных землях башкир Киргизской волости Казанской дороги, согласно договору 1759 года о припуске. Фиксировалось также под назв. Токъ(ь)я,Та(о)тья. С образованием в конце 19 века выселка Верхняя Татья/Нижняя Татья (исчез к 1980‑м гг.) получило современно название. В 1920 отмечено как Старо-Токья (Нижне-Токья).
Занимались марийцы земледелием, скотоводством, пчеловодством. Были 8 водяных мельниц, конная обдирка. В 1906 зафиксированы винная и 2 бакалейные лавки, 3 хлебозапасных магазина.